# Сверч, Дариуш
Дариуш Сверч (пол. Dariusz Świercz; род. 31 мая 1994, Тарновске-Гуры) — американский, ранее польский, шахматист, гроссмейстер (2009).
Победитель многочисленных чемпионатов Польши среди юниоров в различных возрастных категориях: до 10 лет (2002), до 12 лет (2005 и 2006), до 14 лет (2007).
Победитель Чемпионата мира по шахматам среди юниоров (2011).
Чемпион мира среди юношей до 18 лет (2012).
В составе сборной Польши участник двух шахматных олимпиад (2012 и 2016) и командного чемпионата Европы (2013).
Участник Кубка мира по шахматам 2013: выиграл первую партию у В. Звягинцева, однако выбыл из дальнейшей борьбы после поражения от А. Грищука во втором туре.
Учится в Сент-Луисском университете — одном из центров университетских шахмат в США. С осени 2018 года выступает за сборную этой страны.
Участник Командного чемпионата мира по шахматам 2019, где в отсутствие сильнейших американских игроков был лидером сборной США.

## Изменения рейтинга
| График не отображается по техническим причинам. Чтобы исправить это, воспроизведите график в новом формате, если это возможно. |